# Salinomicina
La salinomicina es un fármaco ionóforo antibacteriano y coccidiostático.

## Actividad antibacteriana
La salinomicina y sus derivados presentan una alta actividad antimicrobiana contra bacterias Gram-positivas, incluyendo las cepas bacterianas más problemáticas como Staphylococcus aureus resistente a la meticilina (MRSA) y Staphylococcus epidermidis resistente a la meticilina (MRSE) y Mycobacterium tuberculosis. La salinomicina es inactiva contra hongos como Candida y bacterias Gram-negativas.

## Investigación preclínica sobre el cáncer
Piyush Gupta et al. del Instituto de Tecnología de Massachusetts (MIT) y el Instituto Broad han demostrado que la salinomicina mata células madre de cáncer de mama en ratones por lo menos 100 veces más eficazmente que el fármaco anticanceroso paclitaxel. El estudio examinó 16.000 diferentes compuestos químicos y encontró que sólo un pequeño subconjunto, incluyendo la salinomicina y etopósido, dirigido a las células madre del cáncer responsables de las metástasis y la recaída.
El mecanismo de acción por el cual la salinomicina mata las células madre del cáncer de mama permanece específicamente desconocido, pero se piensa que se debe a su acción como ionóforo de potasio debido a la detección de nigericina en la misma pantalla de compuesto. Estudios realizados en 2011 mostraron que la salinomicina podría inducir la apoptosis de las células cancerosas humanas. Los resultados prometedores de algunos estudios clínicos piloto revelan que la salinomicina es capaz de eliminar eficazmente CSCs e inducir la regresión clínica parcial de los cánceres fuertemente pretratados y resistentes a la terapia. La capacidad de la salinomicina para matar a ambos CSCs y células cancerígenas resistentes a la terapia puede definir el compuesto como un novel y eficaz fármaco anticanceroso. También se ha demostrado que la salinomicina y sus derivados presentan una actividad antiproliferativa potente contra las líneas celulares de cáncer resistentes a fármacos.  La salinomicina es el compuesto clave en los esfuerzos de la compañía farmacéutica Verastem para producir una droga de células madre anticancerígenas.

## Uso en la agricultura
La salinomicina se utiliza en el forraje de pollo como un coccidiostatico.

## Biosíntesis
Un equipo de la Universidad de Cambridge ha clonado y secuenciado el grupo biosintético responsable de la producción de salinomicina, de Streptomyces albus DSM 41398. Esto ha demostrado que el esqueleto policétido de la salinomicina se sintetiza en una cadena de ensamblaje de nueve enzimas poliquatitase sintasa (PKS). Además, el grupo contiene genes implicados en la ciclación oxidativa incluyendo salC (epoxidase) y salBI / BII / BIII (epóxido hidrolasa) genes. El grupo también contiene genes sospechosos de estar involucrados en la auto-resistencia, la exportación, suministro de precursores y la regulación. Curiosamente, el grupo contiene una NRPS-como la proteína portadora, SalX, que se sospecha que ata "pre-salinomicina" durante la ciclación oxidativa. Al inactivar la salC, el equipo de Cambridge ha demostrado que la biosíntesis de salinomicina avanza a través de un intermedio dieno.